# تریسین
تریسین (به انگلیسی: Tricin) با فرمول شیمیایی C۱۷H۱۴O۷ یک ترکیب شیمیایی با شناسه پاب‌کم ۵۲۸۱۷۰۲ و جرم مولی ۳۳۰٫۲۹ g/mol است.